# 시편 29편
시편 29편은 29번째 시편이다. 시편은 히브리어 성경의 세 번째 부분이자 기독교 구약의 책이다. 성경의 그리스어 칠십인역과 라틴어 불가타 번역에서 사용되는 약간 다른 번호 체계에서 이 시편은 시편 28편이다. 라틴어에서는 "Adferte Domino filii Dei"로 알려져 있다. 이 시편은 다윗의 것으로 간주된다. 폭풍 속에서 여호와의 강림을 묘사한 찬송이다.
시편은 유대교, 가톨릭, 루터교, 성공회 및 비순응주의 개신교 예식의 정규 부분을 구성한다.

## 기원
시편 29편은 최고의 신이 통치권을 대신하는 것으로 현현(顯現, theophanic) 용어로 묘사된 즉위 시편의 한 예이다. 19세기와 20세기 초 찰스와 에밀리 브릭스와 같은 학자들은 "느헤미야 이후의 페르시아 시대, 즉 기원전 445년에서 333년 사이에 속하는 것으로 보인다"고 주장했다.
그러나 보다 근래의 학문은 이러한 결론을 약화시켰다. 바다의 노래와 같은 다른 초기 지층과 유사한 고대 언어와 내용이 시편에서 확인되었으며, 포로 시기 이전의 초기 상황에 적합하다. 특히 바알 주기(Ba'al Cycle)를 기반으로 하여 현재의 형태가 "기원전 10세기 이전"이라고 결론을 내린다. 시편 29편은 기원전 12세기 초로 거슬러 올라가 히브리어 성경에서 가장 오래된 문헌 중 하나이다.

## 내용
1. 너희 권능 있는 자들아 영광과 능력을 여호와께 돌리고 돌릴지어다
2. 여호와께 그의 이름에 합당한 영광을 돌리며 거룩한 옷을 입고 여호와께 예배할지어다
3. 여호와의 소리가 물 위에 있도다 영광의 하나님이 우렛소리를 내시니 여호와는 많은 물 위에 계시도다
4. 여호와의 소리가 힘 있음이여 여호와의 소리가 위엄차도다
5. 여호와의 소리가 백향목을 꺾으심이여 여호와께서 레바논 백향목을 꺾어 부수시도다
6. 그 나무를 송아지 같이 뛰게 하심이여 레바논과 시룐으로 들송아지 같이 뛰게 하시도다
7. 여호와의 소리가 화염을 가르시도다
8. 여호와의 소리가 광야를 진동하심이여 여호와께서 가데스 광야를 진동시키시도다
9. 여호와의 소리가 암사슴을 낙태하게 하시고 삼림을 말갛게 벗기시니 그의 성전에서 그의 모든 것들이 말하기를 영광이라 하도다
10. 여호와께서 홍수 때에 좌정하셨음이여 여호와께서 영원하도록 왕으로 좌정하시도다
11. 여호와께서 자기 백성에게 힘을 주심이여 여호와께서 자기 백성에게 평강의 복을 주시리로다

### 히브리어 버전
| 절 | 내용                                                     |
| -- | -------------------------------------------------------- |
| 1  | מִזְמ֗וֹר לְדָ֫וִ֥ד הָב֣וּ לַֽ֖יהֹוָה בְּנֵ֣י אֵלִ֑ים הָב֥וּ לַ֜יהֹוָ֗ה כָּב֥וֹד וָעֹֽז         |
| 2  | הָב֣וּ לַֽ֖יהֹוָה כְּב֣וֹד שְׁמ֑וֹ הִשְׁתַּֽחֲו֥וּ לַֽ֜יהֹוָ֗ה בְּהַדְרַת־קֹֽדֶשׁ                |
| 3  | ק֥וֹל יְהֹוָ֗ה עַל־הַ֫מָּ֥יִם אֵֽל־הַכָּב֥וֹד הִרְעִ֑ים יְ֜הֹוָ֗ה עַל־מַ֥יִם רַבִּֽים         |
| 4  | קֽוֹל־יְהֹוָ֥ה בַּכֹּ֑חַ ק֥וֹל יְ֜הֹוָ֗ה בֶּֽהָדָֽר                               |
| 5  | ק֣וֹל יְ֖הֹוָה שֹׁבֵ֣ר אֲרָזִ֑ים וַיְשַׁבֵּ֥ר יְ֜הֹוָ֗ה אֶת־אַרְזֵ֥י הַלְּבָנֽוֹן             |
| 6  | וַיַּרְקִידֵ֥ם כְּמוֹ־עֵ֑גֶל לְבָנ֥וֹן וְ֜שִׂרְי֗וֹן כְּמ֣וֹ בֶן־רְאֵמִֽים                |
| 7  | קֽוֹל־יְהֹוָ֥ה חֹצֵ֗ב לַֽהֲב֥וֹת אֵֽשׁ                                    |
| 8  | ק֣וֹל יְ֖הֹוָה יָחִ֣יל מִדְבָּ֑ר יָחִ֥יל יְ֜הֹוָ֗ה מִדְבַּ֥ר קָדֵֽשׁ                    |
| 9  | ק֚וֹל יְהֹוָ֨ה \| יְחוֹלֵ֣ל אַיָּלוֹת֘ וַיֶּֽחֱשׂ֪ף יְעָ֫ר֥וֹת וּבְהֵֽיכָל֑וֹ כֻּ֜לּ֗וֹ אֹ֘מֵ֥ר כָּבֽוֹד |
| 10 | יְהֹוָה לַמַּבּ֣וּל יָשָׁ֑ב וַיֵּ֥שֶׁב יְ֜הֹוָ֗ה מֶ֣לֶךְ לְעוֹלָֽם                       |
| 11 | יְהֹוָ֗ה עֹ֖ז לְעַמּ֣וֹ יִתֵּ֑ן יְהֹוָ֓ה \| יְבָרֵ֖ךְ אֶת־עַמּ֣וֹ בַשָּׁלֽוֹם               |